# 波兰工人党
波兰工人党（波蘭語：Polska Partia Robotnicza，缩写为PPR）是波兰的一个已不存在的共产主义政党。该党成立于1942年1月5日。该党的纲领宣言号召一切波兰爱国力量团结在反法西斯人民战线周围，同德国占领者进行武装斗争，把民族解放斗争同劳动群众的社会解放结合起来。该党领导建立人民近卫军，进行抵抗德国纳粹的游击战争。1943年11月，瓦迪斯瓦夫·哥穆尔卡当选为该党中央总书记，同年12月31日，波兰工人党、波兰社会党左派、人民党、民主党和其他激进组织的代表秘密成立全国人民代表会议，结成反法西斯的民族阵线。1945年，该党召开“一大”，强调波兰的目标是逐步地、循序渐进地建设社会主义，并制订国家恢复和发展的三年计划。1948年12月15日，该党与波兰社会党合并为波兰统一工人党。

## 历任第一书记
- 马塞利·诺沃特科（1942年1月5日—11月28日）
- 博莱斯瓦夫·莫沃耶茨（英语：Bolesław Mołojec）（约1942年12月5日—29日或31日）
- 帕维尔·芬德尔（英语：Paweł Finder）（1943年1月9日—11月23日）
- 瓦迪斯瓦夫·哥穆尔卡（1943年11月23日—1948年8月10日）
- 博莱斯瓦夫·贝鲁特（1948年8月10日—12月15日）